# Parachernes nitidimanus
Espèce
Synonymes
- Chelifer nitidimanus Ellingsen, 1905

Parachernes nitidimanus est une espèce de pseudoscorpions de la famille des Chernetidae.

## Distribution
Cette espèce se rencontre au Brésil et à Saint-Vincent-et-les-Grenadines.

## Description
L'holotype mesure 2,4 mm.

## Publication originale
- Ellingsen, 1905 : Pseudoscorpions from South America collected by Dr. A. Borelli, A. Bertoni de Winkelried, and Prof. Goeldi. Bollettino dei Musei di Zoologia e di Anatomia Comparata della R. Università di Torino, vol. 20, p. 1-17 (texte intégral).